# Loueuse
Loueuse település Franciaországban, Oise megyében. Lakosainak száma 151 fő (2022. január 1.). Loueuse Ernemont-Boutavent, Escames, Morvillers, Mureaumont, Omécourt, Saint-Deniscourt és Songeons községekkel határos.

## Népesség
A település népességének változása:
| Lakosok száma | 145  | 147  | 150  | 150  | 151  | 151  | 152  | 151  | 151  |
|               | 2012 | 2015 | 2016 | 2017 | 2018 | 2019 | 2020 | 2021 | 2022 |